# سيدي أحمد الشريف
سيدي أحمد الشريف هي جماعة قروية وبلدة صغيرة تقع في إقليم وزان ضمن جهة طنجة تطوان الحسيمة بالشمال المغربي. حسب الإحصاء العام للسكان والسكنى لسنة 2024، بلغ عدد سكان الجماعة 7,913 نسمة موزعين على 2,171 أسرة.

## دواوير الجماعة
- عين بيضاء
- دوار دار حداد
- دوار الحراقين
- دوار عين مسوس
- دوار دار الشعاب
- دوار أولاد بن حدو

## التركيبة السكانية
وفقًا لإحصاء عام 2024، يتكون سكان سيدي أحمد الشريف من 3,861 ذكرًا و4,052 أنثى. الجماعة ريفية بالكامل حيث لم يتم تسجيل أي مناطق حضرية في الإحصاء.

### التوزيع العمري
- 25.7% من السكان تقل أعمارهم عن 15 سنة (27.6% من الذكور، 23.9% من الإناث)
- 54.8% من السكان تتراوح أعمارهم بين 15 و59 سنة (53.5% من الذكور، 56% من الإناث)
- 19.5% من السكان تبلغ أعمارهم 60 سنة فما فوق (18.9% من الذكور، 20.1% من الإناث)

### الحالة الزوجية
من بين السكان الذين تبلغ أعمارهم 15 سنة فما فوق:
- 27.2% عزاب (35% من الذكور، 20.2% من الإناث)
- 62.5% متزوجون (62.8% من الذكور، 62.3% من الإناث)
- 2.1% مطلقون (1.2% من الذكور، 2.9% من الإناث)
- 8.1% أرامل (1% من الذكور، 14.6% من الإناث)

متوسط العمر عند الزواج الأول هو 28.4 سنة بشكل عام، مع وجود فروق كبيرة بين الجنسين: 33.6 سنة للذكور و23.8 سنة للإناث.

### الخصوبة
معدل الخصوبة الإجمالي هو 2.52 طفل لكل امرأة، مع متوسط 3.6 أطفال للنساء اللواتي تتراوح أعمارهن بين 45-49 سنة.

### الصحة
معدل انتشار الإعاقة هو 7.7% عبر جميع الفئات الديموغرافية.

### اللغة
اللغة العربية هي اللغة الأم لـ 100% من السكان. من بين الأشخاص الذين تبلغ أعمارهم 10 سنوات فما فوق والذين يعرفون القراءة والكتابة:
- 49.2% يستطيعون القراءة والكتابة باللغة العربية فقط
- 37.9% يستطيعون القراءة والكتابة باللغة العربية والفرنسية
- 11.9% يستطيعون القراءة والكتابة باللغة العربية والفرنسية والإنجليزية

### التعليم
- معدل الأمية للأشخاص الذين تبلغ أعمارهم 10 سنوات فما فوق هو 43.6% (28.7% للذكور، 57.4% للإناث)
- معدل الالتحاق بالمدارس للأطفال الذين تتراوح أعمارهم بين 6-11 سنة خلال العام الدراسي 2023-2024 كان 97.5% (96.6% للأولاد، 98.4% للبنات)

مستويات التحصيل التعليمي:
- 46.4% ليس لديهم تعليم رسمي (35.5% من الذكور، 56.7% من الإناث)
- 1.9% لديهم تعليم ما قبل المدرسة
- 24.8% لديهم تعليم ابتدائي
- 14.9% لديهم تعليم إعدادي
- 7.9% لديهم تعليم ثانوي
- 4.2% لديهم تعليم عالي

### النشاط الاقتصادي
- معدل النشاط للأشخاص الذين تبلغ أعمارهم 15 سنة فما فوق هو 28.1% (55.5% للذكور، 3.2% للإناث)
- معدل البطالة هو 23.8% (23.5% للذكور، 29.3% للإناث)

من بين الأشخاص العاملين الذين تبلغ أعمارهم 15 سنة فما فوق:
- 1.2% أصحاب عمل
- 25.3% يعملون لحسابهم الخاص
- 56.3% موظفون بأجر
- 1.6% مساعدون عائليون
- 0.3% متدربون
- 5.7% شركاء

## السكن
متوسط حجم الأسرة هو 3.6 أشخاص. خصائص المساكن:
- 90.8% من المساكن هي مساكن من النوع الريفي
- 8.6% منازل مغربية تقليدية
- 0.2% منازل أساسية
- لا توجد فيلات أو شقق مسجلة

ظروف السكن:
- 93.2% من السكان يملكون منازلهم
- 0.3% فقط مستأجرون
- 95.9% من المنازل بها مطابخ
- 96.1% بها مراحيض
- 34.7% بها حمامات
- 5.6% فقط بها مياه جارية
- 95.9% بها كهرباء
- 1% فقط متصلة بنظام الصرف الصحي العام
- 21.9% تستخدم خزانات الصرف الصحي

عمر المساكن:
- 13.7% من المنازل عمرها أقل من 10 سنوات
- 18.3% عمرها بين 10 و19 سنة
- 35.8% عمرها بين 20 و49 سنة
- 32.2% عمرها 50 سنة أو أكثر

متوسط المسافة إلى أقرب طريق معبد هو 0.9 كم.

## المؤسسات الاقتصادية
اعتبارًا من عام 2024، هناك 189 مؤسسة اقتصادية في سيدي أحمد الشريف:
- 140 مؤسسة خدمة عامة
- 2 جمعيات غير ربحية تعمل في مواقع مستقلة
- 47 مؤسسة ربحية توظف 49 شخصًا

تتوزع المؤسسات الربحية عبر القطاعات:
- 2 في الصناعة
- 0 في البناء
- 36 في التجارة
- 9 في الخدمات

حجم الأعمال:
- 45 شركة لديها موظف واحد
- 2 شركة لديها 2-3 موظفين
- لا يوجد أي شركة لديها 4 موظفين أو أكثر

معظم الشركات حديثة نسبياً:
- لا يوجد أي شركة تأسست قبل عام 1981
- 3 شركات تأسست بين عامي 1981-1990
- 3 شركات تأسست بين عامي 1991-2000
- 13 شركة تأسست بين عامي 2001-2010
- 20 شركة تأسست بين عامي 2011-2019
- 8 شركات تأسست في عام 2020 أو بعده